# Jan Oldřich Mayer
Jan Oldřich Mayer (asi 1666 Grafenflug, Dolní Rakousy, 12. prosince 1721 Praha) byl v Praze působící barokní sochař-řezbář.
Vyučil se ve Vídni, jeho mistr však není znám. Roku 1696 se usadil v Praze, oženil se zde a až do své smrti žil na Malé Straně. Stýkal se se stavitelem Palliardim, štukatérem Bernardem Spinettim a se sochaři Karlem Josefem Hiernlem, Ondřejem Filipem Quitainerem, rodinou Brokofů a M.B. Braunem.

## Dílo

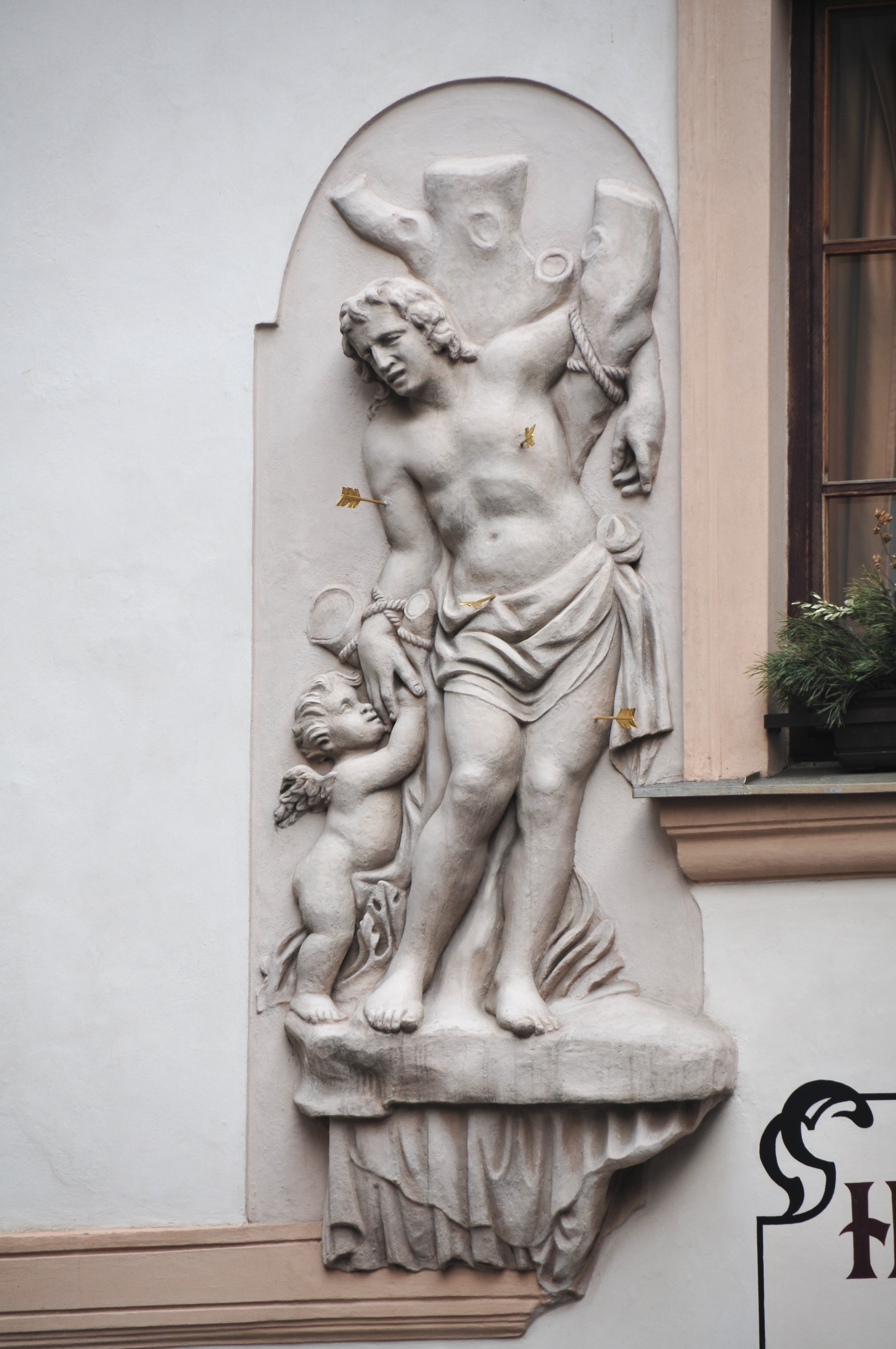
Sv. Šebestián, dům u Zlaté studně, Staré město

Mayer zprvu působil jak řezbář. Dokladem toho je rám k Willmannovu obrazu na bočním oltáři kostel křižovníků z roku 1702. Projevuje se také jako zdatný štukatér. Roku 1701 vymodeloval monumentální čtveřici českých a morových svatých patronů ve vysokém reliéfu technikou štuka (masivním neitalským způsobemn) jako výzdobu průčelí nárožního domu U zlaté studně v dnešní Karlově ulici na Starém Městě.
Jeho hlavním oborem však byla kamenná plastika. Mezi jeho první sochařské práce patří postavy svatého Rocha a svatého Šebestiána na soklech a dvou andělů na jižním vstupním průčelí poutního areálu Panny Marie Vítězné v Praze na Bílé Hoře, vytvořené mezi roky 1704 až 1708. Postavy jsou masivní až zavalité, jedinou výjimku v pojetí soch světců je pozdější štíhlá postava Panny Marie z roku 1710. V letech 1705–1706 vyzdobil svými sochami Pražský portál poutního areálu na Svaté Hoře u Příbrami. Roku 1711 ozdobil štít klášterního kostela v Obořišti.

### Karlův most

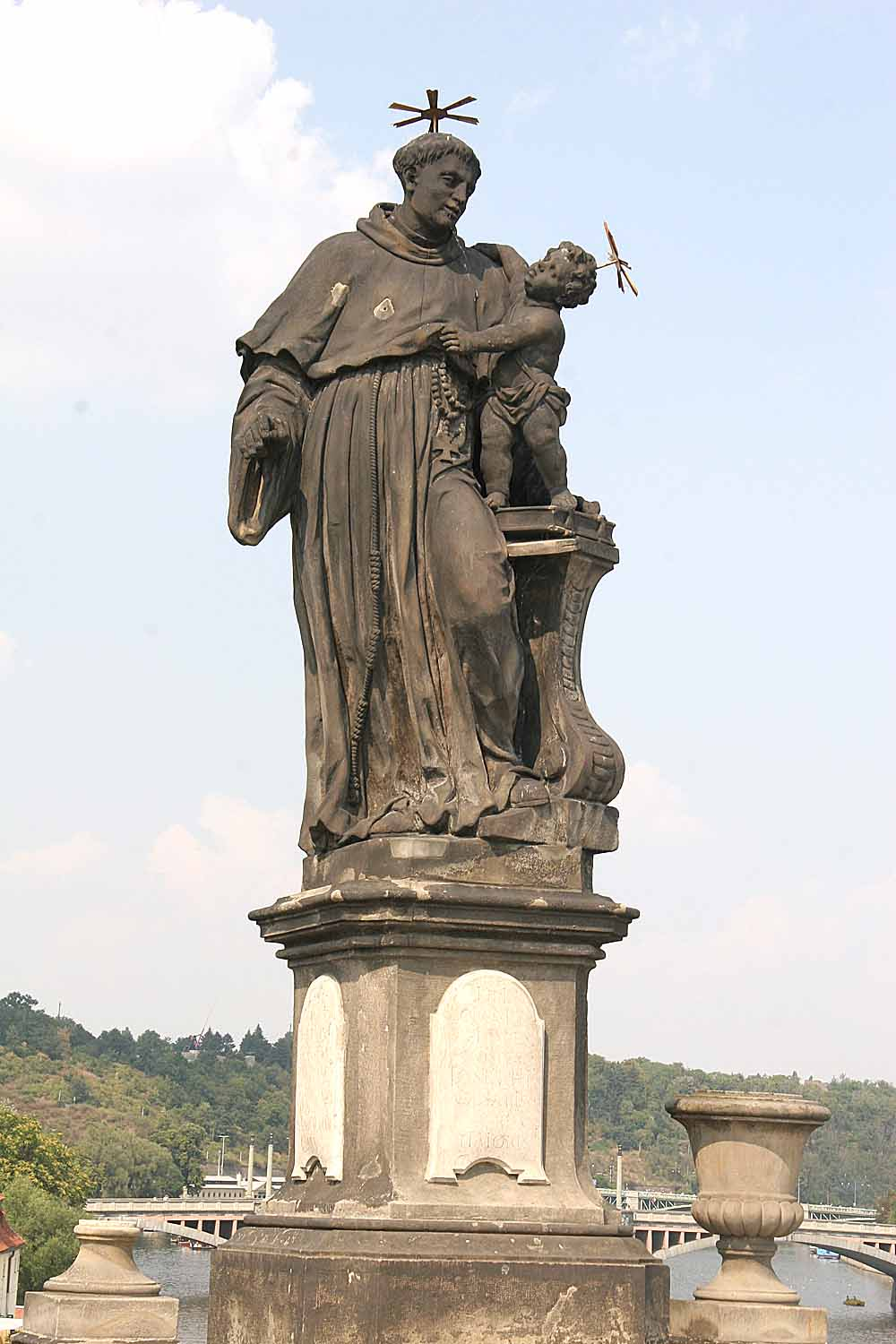
Sv. Antonín Paduánský, Karlův most

Nejvíce se proslavil trojicí soch určených na Karlův most. První socha sv. Antonína Paduánského s Ježíškem vznikla roku 1707. Sv. Antonín je zde zobrazen s lilií a s Ježíškem. Umístění Ježíška je netradiční – není držen v náručí, ale je na zvláštním volutovém pultu s knihou. Svatý Antonín se usmívá, což je typickým prvkem Mayerova stylu, po formální stránce je modelován přísně ve stylu římského klasicizujícího baroka. Po stranách sochy jsou umístěny vázy s reliéfy zobrazujícími scény ze světcova života. Sochu objednal rada nejvyššího purkrabství Pražského hradu Kryštof Mořic Witthauer. Po dokončení byla umístěna ve směru ze Starého Města po pravé straně zábradlí, na devátý pilíř.

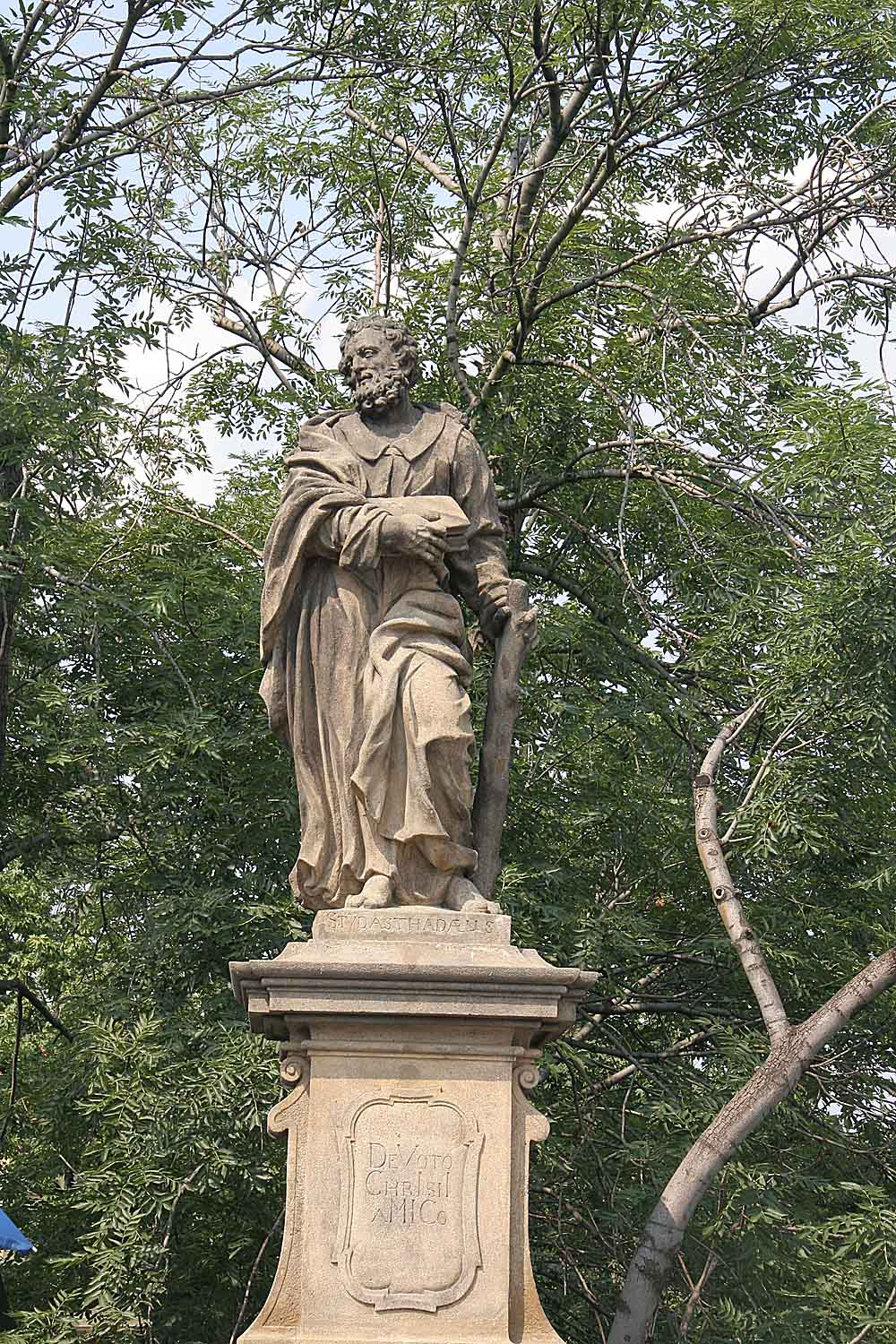
Sv. Juda Tadeáš, Karlův most

Druhou Mayerovou sochou na Karlově mostě je stojící figura sv. Judy Tadeáše, datovaná do roku 1708. Postava je podsaditá, má kompaktní oblý povrch a ostré hrany. Nechybí ani již zmiňovaný „Mayerův úsměv“. Objednavatelem tohoto díla byl František Sezima, rytíř Mitrovský. Socha se nachází na pravé straně na desátém pilíři.

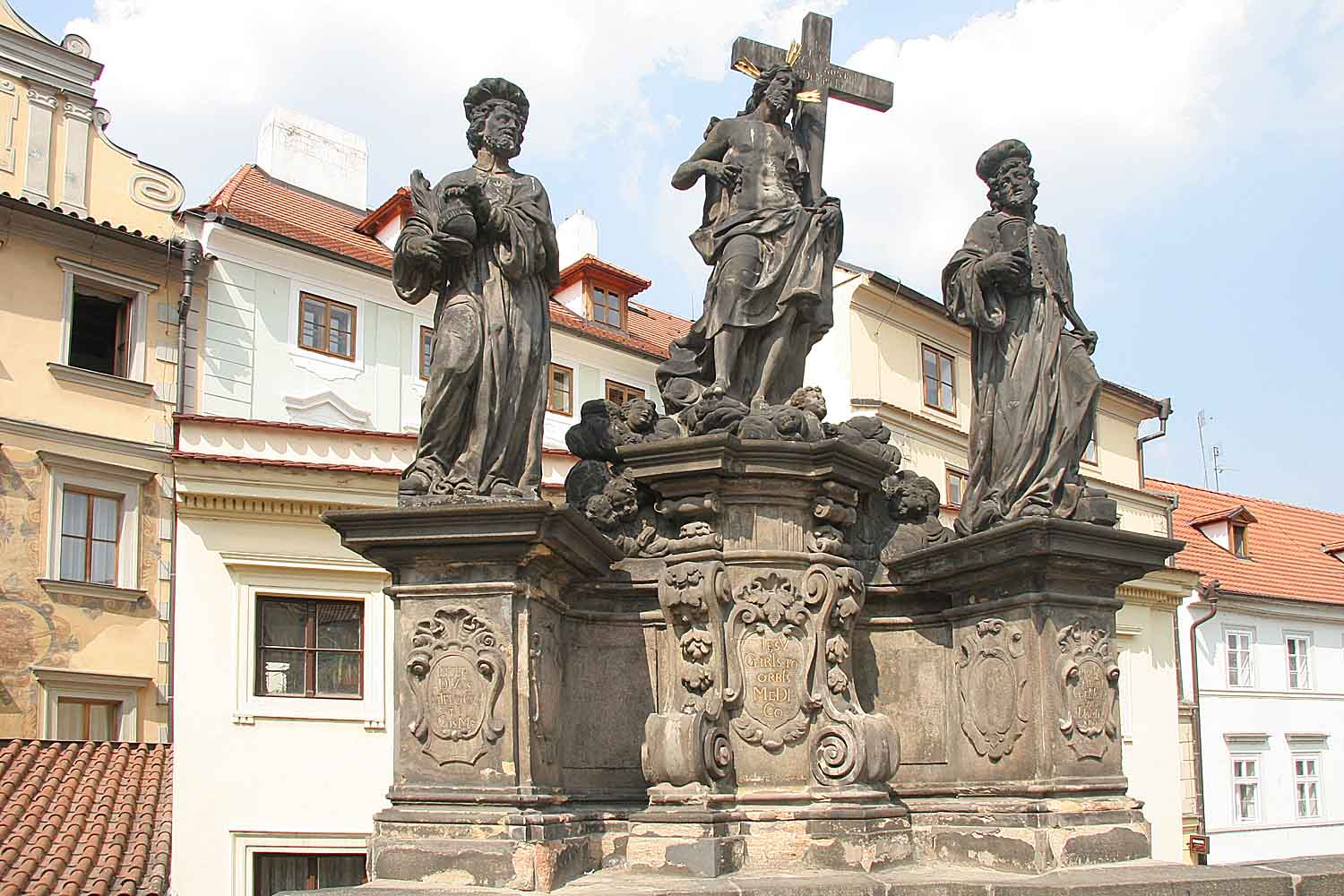
Zmrtvýchvstalý Kristus mezi Kosmou a Damiánem, Karlův most

Poslední dílo, stojící vpravo na konci mostu, je sousoší se zmrtvýchvstalým Kristem Salvátorem mezi lékařskými patrony sv. Kosmem a Damiánem z roku 1704. Objednavatelem sousoší byla lékařská fakulta Univerzity Karlovy. Sochou Spasitele, která je esovité, přesto pevně vyvážené postavy, vystoupil Mayer nad průměr mostecké výzdoby.

### Trojiční sloup na Malostranském náměstí

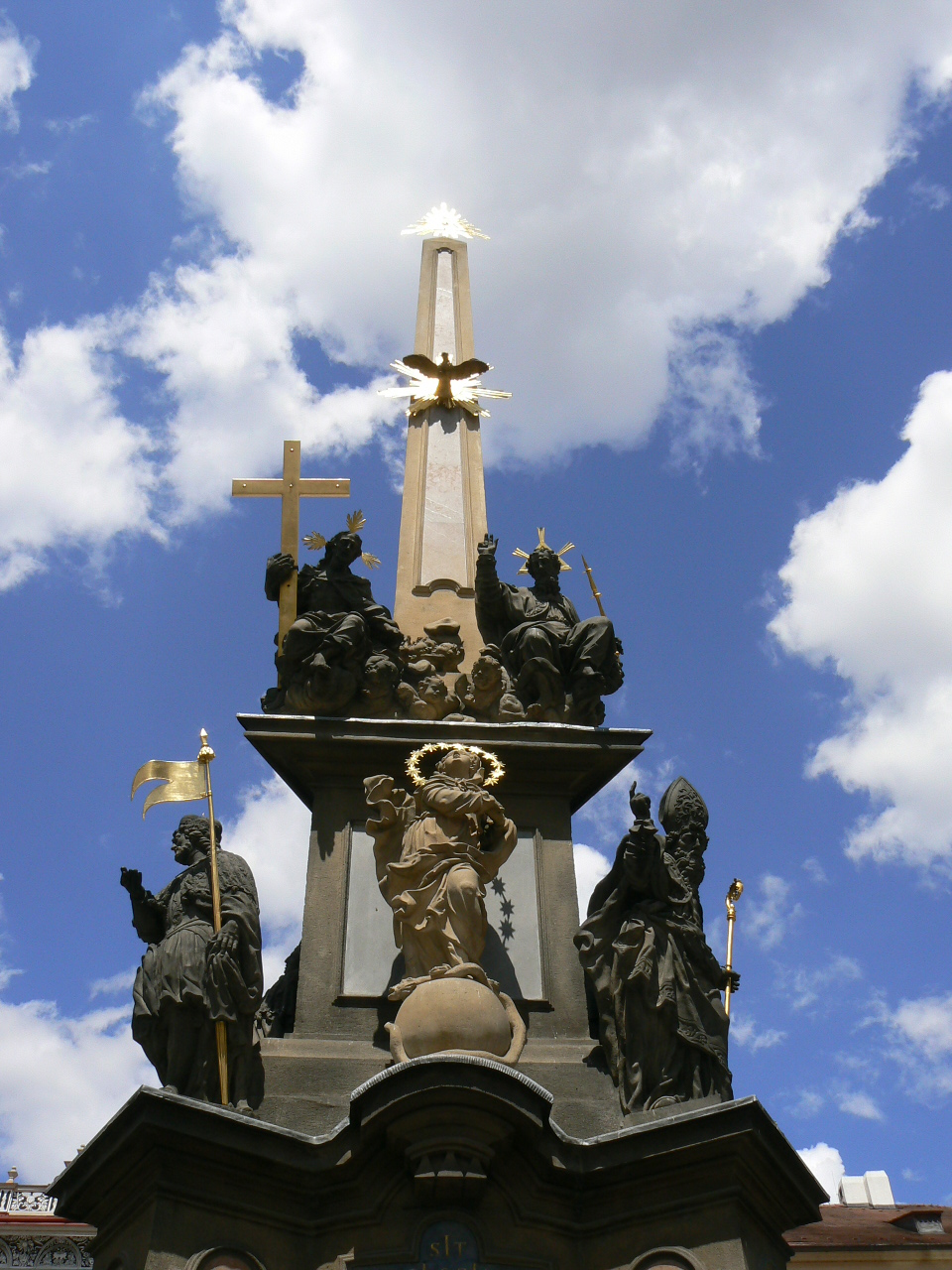
Sloup nejsvětější Trojice na Malostranském náměstí

Další dílem, na kterém se Mayer podílel, je sousoší Nejsvětější Trojice na Malostranském náměstí. Sochařská výzdoba začala hned po odeznění moru roku 1713 a byla ukončena a slavnostně vysvěcena roku 1715; vznikla na objednávku malostranských měšťanů, kteří ji zaplatili jako votivní dar, tedy jako výraz vděčnosti za odvrácení morové epidemie. Autorem návrhu sloupu byl G. B. Alliprandi, sloup vytvořil kameník F. W. Herstorf. Dvacet metrů vysoký sloup tvoří pískovcový jehlan (obelisk), čelné plochy má vykládané mramorem. Na vrcholku je umístěn symbol Božího oka. Na jižní straně se nachází oltářní stůl, ostatní tři strany zaujímají vodní nádrže, které symbolizují život, milost a spásu. Nad oltářní menzou stojí socha Panny Marie Immaculaty na symbolickém hadovi hříchu, níže jsou na nárožích rozestavěny sochy českých patronů (sv. Václava, sv. Ludmily, sv. Prokopa, sv. Jana Nepomuckého a sv. Vojtěcha). ve vyšší etáži nad patrony jsou umístěny trůnící sochy Nejsvětější Trojice: Ježíše Krista s pozlaceným křížem v pravici, žehnajícího Boha-Otce a nad nimi Ducha svatého v podobě letící holubice. Plastiky jsou patrně dílenskými pracemi J.O. Mayera, protože nedosahují kvality předchozích děl. Postavy jsou izolované, jejich pohyby těžké a příkré, modelace postrádá plynulost. V tvářích se Mayerovy úsměvy proměnily v masky drsných rysů, snad zásahem jeho spolupracovníka Ferdinanda Geigera z Augsburgu. V roce 1722 (po období hladomoru) byl sloup doplněn o putti a vázy na balustrádách, Tyto doplňky pocházejí z Platzerovy dílny.

### Další díla
Mezi Mayerova další díla patří socha sv. Václava. Na konci svého života se opět vrátil k řezbářství. V roce 1717 vytvořil řezby pro Malostranský kostel Theatinů. Jeho poslední známé dílo pochází z let 1719–1720. Při obnově opevnění vyzdobil dnes již zbořenou Špitálskou bránu zbrojnice válečnými trofejemi.